# فرس البحر المشوك
فرس البحر المشوك (الاسم العلمي: Hippocampus spinosissimus) (بالإنجليزية: Hedgehog seahorse)‏ هو نوع من الأسماك يتبع جنس فرس البحر من فصيلة زمارات البحر.